# Marumba rectilinea
Marumba rectilinea är en fjärilsart som beskrevs av Moore 1879. Marumba rectilinea ingår i släktet Marumba och familjen svärmare. Inga underarter finns listade i Catalogue of Life.